# Георг фон Гантельманн
Георг фон Гантельманн (нім. Georg von Hantelmann; 9 жовтня 1898, Рокітніце — 7 вересня 1924, Харциці) — німецький льотчик-ас, лейтенант Прусської армії.

## Біографія
У 1916 році вступив на військову службу і 15 червня 1917 року отримав офіцерське звання в Брауншвейзькому гусарському полку № 17 («гусари смерті»). Після клопотання про переведення в авіацію, 20 вересня 1917 року розпочав льотну підготовку в 9-му льотному запасному дивізіоні, яку продовжив в училищі винищувальної авіації у Валансьєнні. 6 лютого 1918 року направлений у 18-ту винищувальну ескадрилью. У ході масового переведення льотчиків з однієї частини до другої 18 березня перейшов у 15-ту винищувальну ескадрилью. Фюзеляж свого літака в 15-й ескадрильї фон Гантельманн прикрасив емблемою свого колишнього гусарського полку — «мертвою головою».
Після передислокації 2-ї винищувальної ескадри на ділянку фронту, де бої велися проти американських льотчиків, фон Гантельманн став одним із найрезультативніших асів, що боролися проти американців. Двома його відомими жертвами стали лейтенант Девід Патнем, на рахунку якого було 13 перемог, збитий фон Хантельманном 12 вересня, і лейтенант Джозеф Венер, який мав на своєму рахунку 6 перемог, збитий 18 вересня.
16 вересня 1918 року фон Гантельманн і віцефельдфебель Клаудет, який також літав у складі 15-ї винищувальної ескадрильї, збили два Spad 3 — об 11:25 та 11:30 відповідно — на південний захід від Конфлана. Це сталося невдовзі після того, як су-лейтенант Моріс Буайо (п'ятий за результативністю ас Франції з 35 перемогами) та капрал Вальк підпалили німецький аеростат. Їх атакували сім Fokker'ів. Місце і час вказують на те, що Буайо загинув, намагаючись допомогти Вальку. Жертва Клаудета сіла на французькій стороні лінії фронту (важко поранений Вальк зумів абияк посадити машину), а жертва фон Гантельманна — на німецькій, де впав літак Буайо.
Всього за час бойових дій здобув 25 перемог, ще 5 перемог залишились непідтвердженими. Георг фон Гантельманн був одним із наймолодших асів Німеччини.

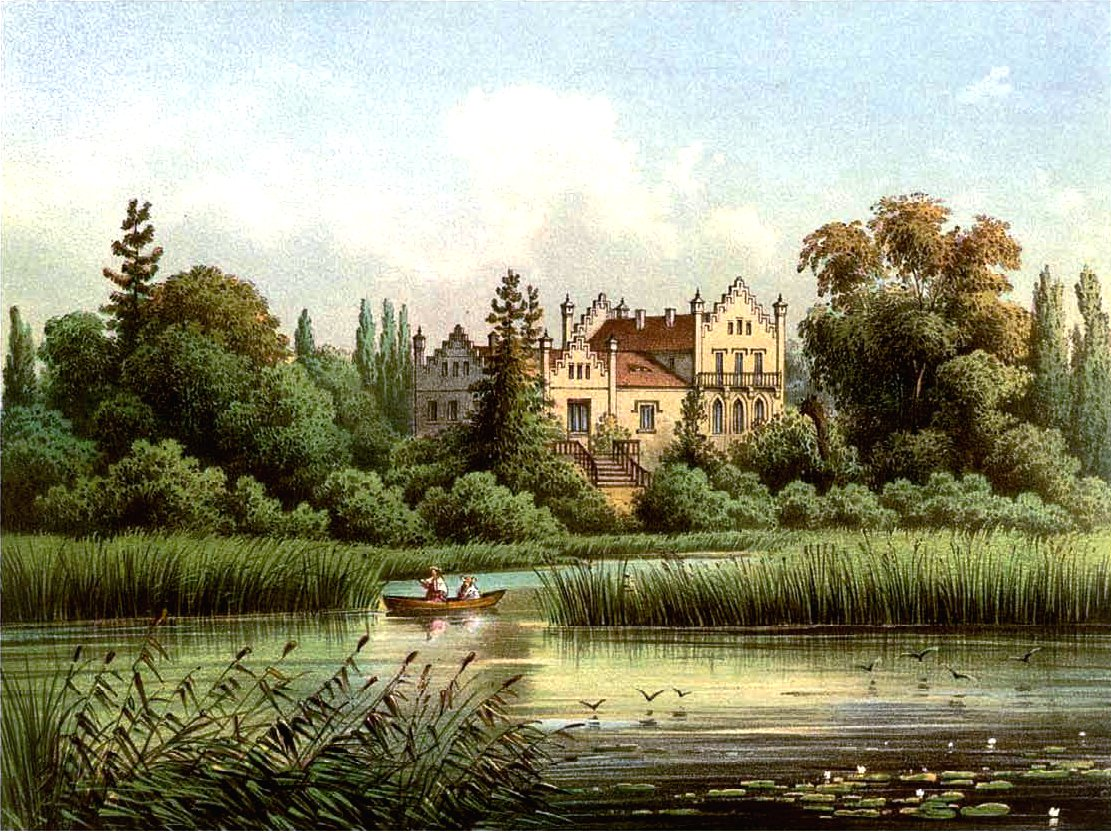
Лицарська миза Харциці — маєток фон Гантельманна.

Фон Гантельманн загинув 7 вересня 1924 року у своєму маєтку від рук польських злочинців-браконьєрів.

## Нагороди
- Залізний хрест 2-го і 1-го класу
- Нагрудний знак військового пілота (Пруссія)
- Королівський орден дому Гогенцоллернів, лицарський хрест з мечами (21 жовтня 1918)

Був представлений до нагородження орденом Pour le Mérite, проте через Листопадову революцію не встиг отримати нагороду.